# Gasterosteus gymnurus
El espinoso mediterráneo (Gasterosteus gymnurus) es una especie de pez actinopeterigio marino, de la familia de los gasterosteidos.

## Morfología
La longitud máxima descrita fue de 10 cm, aunque parece ser que la máxima es de unos 7 cm. Distinguido exclusivamente de congéneres en Europa por la ausencia de escudos o quilla lateral en el pedúnculo caudal, excepto en pocos individuos de Cerdeña. A veces hibrida con Gasterosteus aculeatus, por lo que algunos ejemplares presentan característica de este.

## Biología
Se alimentan predominantemente de pequeños invertebrados. Los machos construyen, protegen y airean el nido donde se depositan los huevos. Localmente raro o extirpado en varios drenajes mediterráneos. Los machos defienden territorios donde construyen un nido en el fondo en áreas relativamente poco profundas, excavan para hacer una depresión donde traen materiales vegetales, que están pegados con secreciones de riñón y cubiertos por arena, dejando sólo la entrada abierta; las hembras son conducidas al nido para desovar y luego expulsadas; los machos guardan y ventilan los huevos que eclosionan en aproximadamente 10 días; los menores están protegidos durante unos días, después de lo cual los machos abandonan el nido.

## Distribución y hábitat
Se distribuye por Europa: en la cuenca mediterránea -incluyendo Mallorca y Cerdeña-, cuenca atlántica al sur del Canal de la Mancha y a lo largo de la ladera occidental de las islas británicas -donde más hibrida con Gasterosteus aculeatus- sur del mar del Norte y mar Báltico, se introduce por la cuenca fluvial del río Rin, introducido en Suiza -nativo en Basilea-, e invasivo en el Danubio superior. Los adultos habitan arroyos, lagos y estanques con corriente lenta a moderada, agua clara y fondo de arena.